# Morval, Pas-de-Calais
Morval är en kommun i departementet Pas-de-Calais i regionen Hauts-de-France i norra Frankrike. Kommunen ligger i kantonen Bapaume som tillhör arrondissementet Arras. År 2022 hade Morval 87 invånare.

## Befolkningsutveckling
Antalet invånare i kommunen Morval
| Referens: INSEE |